# 鎌滝恵利
鎌滝 恵利（かまたき えり、1995年4月7日 - ）は、東京都出身の女優。ワン・ヴィクトリーを経て、アンシャンテ所属（2021年6月12日から）。

## 経歴
2011年1月フジテレビ『その顔が見てみたいSP』にて「セクシーな大人にしか見えない中学生」として紹介される。
2011年12月に開催された「2012ミス・ティーンジャパン」にて1700人の中から準グランプリに選ばれる。
2012年3月発売の小学館『プチcan 春号』にて、12名のドリームガールの1人として紹介される。
2015年度トリンプ・イメージガール（第23代）に就任
2019年7月にセガが開催した「PlayStation 4『龍が如く最新作』助演女優オーディション」でグランプリ受賞。2020年発売の『龍が如く7 光と闇の行方』にて主人公らと共に戦うパーティメンバーの一人としてゲーム内出演する。
2021年6月12日、移籍と同時に鎌滝えりから鎌滝恵利へ改名。

## 人物
- 特技は手話。
- 趣味は銭湯に行く、歌謡曲（昭和のものを調べること）、DIY。

## 出演

### テレビ
- その顔が見てみたいSP（2011年1月、フジテレビ）
- 月曜から夜ふかし（2014年1月、日本テレビ）
- 東京男子図鑑 第4話(2020年、関西テレビ） - 中山小百合 役

### ラジオ
- 藤里一郎+鎌滝えりのMUG CUP NIGHT（2017年7月6日 - 2018年6月28日、LCVFM）
- Life is cinéma（2021年10月2日 - 、FM OSAKA/TOKYO FM/JFN2局） - DJ

### ネット配信
- 30禁 それは30歳未満お断りの恋。（2020年9月 - 、フジテレビ） - レギュラー
- 極悪女王（2024年9月19日 - 、Netflix）[2] - ラブリー米山 役

### 映画
- 愛なき森で叫べ（2019年10月11日、Netflix）- 美津子 役
- 子どもたちをよろしく[3]（2020年2月29日）- 優樹菜 役 出演
- 生きててよかった（2022年5月13日、ハピネットファントム・スタジオ） - 幸子 役[4]
- 素敵すぎて素敵すぎて素敵すぎる（公開日未定）[5]
- 無名の人生（2025年5月16日 - ）- ヨーコ 役[6][7]
- 素敵すぎて素敵すぎて素敵すぎる（2025年9月27日公開予定、OCAWARI）[8]

### 舞台
- いとしの儚（2021年10月6日 - 2021年10月17日・六本木トリコロールシアター） - 儚 役

- 象（2022年4月15日 - 2022年４月17日・KAAT神奈川芸術劇場大スタジオ）　- 工藤まり 役

### ミュージックビデオ
- Base Ball Bear『そんなに好きじゃなかった』 （2014年5月） - 新しい彼女 役

### ゲーム
- 龍が如く7 光と闇の行方（2020年1月16日、PlayStation 4、セガゲームス） - 一番製菓社長・鎌滝えり 役[9]

### 広告
- La Villa Vita（ラ・ヴィラ・ヴィータ）S/S、A/W（2014年3月） - 広告モデル
- 2015年度トリンプイメージガール（2015年1月） - 第23代
- 京都「一真工房 風彩染」（2016年6月） - カタログモデル

### コンテスト
- 2012ミスティーンジャパン（2011年12月） - 準グランプリ

### 雑誌
- 小学館「プチキャン』春号ドリームガール（2012年3月）
- 日本カメラ社『FUJIFILM X-Pro2 WORLD』[10]表紙・巻頭（2016年8月）

### 書籍
- 写真集『21〜ニジュウイチ〜』（2016年4月）
- 写真集『22〜ニジュウニ〜』（2017年4月、ギャラリーX写真展会場にて会期中のみの販売）

### 写真展
- FUJIFILM WONDER PHOTOSHOP『２１〜ニジュウイチ〜』（2016年4月）
- 東京ミッドタウン フジフイルムスクエア『２２〜ニジュウニ〜』（2017年4月）
- 富士フイルムフォトサロン仙台『２２〜ニジュウニ〜』（2017年7月）
- 富士フイルム大阪サービスステーション『２２〜ニジュウニ〜』（2017年8月）